# Evgenij Aleksandrovič Golovin
Il conte Evgenij Aleksandrovič Golovin in russo Евгений Александрович Головин? (Smolensk, 1782 – Smolensk, 27 giugno 1858) è stato un generale russo.

## Biografia
Membro della nobiltà della provincia di Smolensk, Evgeny era figlio del colonnello Aleksandr Ivanovič Golovin (1751-1815) e di sua moglie, Ekaterina Ivanovna Veljaminova. Studiò alla scuola per cadetti e poi all'Università di Mosca.
Intrapresa la carriera militare come il padre, il 4 aprile 1797 entrò nel reggimento Preobrazhensky col grado di sottotenente, e il 14 dicembre fu trasferito ad un battaglione della guarnigione Mogilev con il grado di tenente. Dal 31 dicembre 1801 prestò servizio nel Reggimento Granatieri Fanagoria, col grado di capitano di stato maggiore. Nel 1805 venne ferito durante la battaglia di Austerlitz, ottenendo la IV classe dell'Ordine di Sant'Anna.
Il 4 maggio 1808 si dimise dal servizio attivo, e il 5 maggio 1810 venne richiamato per prendere parte alla guerra russo-turca. Distintosi nella battaglia di Shumla, ottenne il grado di tenente colonnello, combattendo poi anche a Bazardzhik ed a Batin.
Il 31 gennaio 1811 venne nominato colonnello comandante del reggimento granatieri Fanagoria, ed il 14 gennaio 1812 ottenne la IV classe dell'ordine militare di San Giorgio. Insieme al suo reggimento prese parte alla battaglia di Borodino dove venne ferito da un proiettile alla gamba sinistra. Il 21 novembre 1812 ricevette il grado di colonnello.
Nel 1813-1814 prese parte alla guerra della Sesta coalizione, distinguendosi nella battaglia di Lützen ed in quella di Bautzen. Venne nuovamente ferito nel corso della battaglia di Lipsia ed il 21 luglio 1814 fu promosso al rango di maggiore generale. Sempre nel 1814 prese parte alla conquista di Parigi da parte delle truppe austro-russe.
Dopo la guerra, divenne comandante della 3ª divisione granatieri ed il 19 gennaio 1816 fu nominato comandante della 2ª brigata della 3ª divisione granatieri.
Il 10 agosto 1821 venne nominato comandante dei cacciatori della guardia dello zar. Il 14 marzo 1825, come comandante della 4ª brigata della 2ª divisione di fanteria della guardia, prese parte alla repressione della rivolta dei decabristi del 15 dicembre 1825, dopo la quale gli venne concesso il ruolo di aiutante generale. Il 22 agosto 1826 venne promosso al grado di tenente generale.
Nel 1828-1829 prese parte alla nuova guerra russo-turca. Il 16 settembre 1828, durante l'assedio di Varna, respinse l'attacco di Omer Vrioni Pascià alle postazioni delle truppe russe, e il 18 settembre partecipò all'attacco contro il campo del pascià stesso sulle alture di Kurtepe, motivo per cui ottenne una spada d'oro al coraggio con diamanti. Golovin venne quindi nominato comandante della fortezza di Varna ed il 23 settembre 1828 fu nominato comandante della 19ª divisione di fanteria.
Il 7 febbraio 1830 venne nominato governatore militare di Orenburg ma preferì non trasferirsi in loco,  e visse perlopiù a Narva. Il 18 aprile 1830 venne pensionato, ma il 17 febbraio 1831 tornò nuovamente in servizio con la nomina a capo della 26ª divisione di fanteria.
Partecipò alla soppressione della rivolta polacca del 1831. Alla fine di maggio 1831, Golovin condusse una spedizione vicino a Minsk dove combatté con un distaccamento militare guidato da Adalbert Khrzhanovsky; il 16 agosto combatté vicino al villaggio di Krynki e vicino a Mendzirzhets con il corpo d'armata polacco comandato dal generale Gerolamo Ramorino. Per questi meriti, il 13 settembre 1831, fu insignito della III classe dell'Ordine di San Giorgio.
Il 1º novembre 1831 venne nominato comandante della 2ª divisione di fanteria dell'esercito russo.
Il 10 gennaio 1834 venne nominato direttore capo e presidente della Commissione governativa per gli affari interni e spirituali e l'istruzione pubblica del Regno di Polonia. Il 5 maggio 1836 fu nominato governatore militare di Varsavia.
Dal 30 novembre 1837 al 25 ottobre 1842, prestò servizio come comandante del corpo d'armata caucasico e capo dell'unità civile e degli affari di confine in Georgia, Armenia e nella regione del Caucaso. Il 1º luglio 1839 ricevette il grado di generale di fanteria. In questa posizione, nel periodo d'oro del muridismo che aveva il proprio quartier generale in Daghestan, Golovin prestò attenzione principalmente allo sviluppo delle strade ed alla sistemazione delle fortificazioni, organizzando nel contempo scuole e bazar locali. Dividendo le truppe del proprio corpo d'armata nel Caucaso in tre reparti, Golovin iniziò l'attuazione del suo piano per sottomettere la popolazione ribelle del bacino del fiume Samur. Con la sconfitta dei Lezgin ad Adzhiakhur e la posa della prima pietra della fortezza di Akhtynsky, pose le basi per la creazione di una linea fortificata lungo il corso del Samur, ma a questi primi successi seguirono dei fallimenti. Non riuscì infatti a reprimere una rivolta scoppiata in Cecenia né riuscì a diminuire l'influenza di Imam Shamil, nemmeno con la sconfitta dei suoi uomini sulle alture di Khubar (18 maggio 1841). La fortezza lungo il fiume Sulak prese il nome di Evgenievsky in suo onore. Il 25 ottobre 1842 venne richiamato dal Caucaso a San Pietroburgo e pensionato. Golovin si dedicò alla scrittura di una sua autobiografia dal titolo: "Saggio sullo stato degli affari militari nel Caucaso dall'inizio del 1838 alla fine del 1842" (pubblicato poi a Riga nel 1847).
Il 28 marzo 1845 venne nominato governatore militare di Riga e governatore generale di Livonia, Estonia e Curlandia. Cercò di convertire la popolazione locale alla religione ortodossa russa, ma con ben pochi successi ed anzi questa sua insistenza creò dei malcontenti nell'intera regione al punto che, il 1º gennaio 1848, Golovin venne destituito dalla carica di governatore generale e richiamato nella capitale come membro del consiglio di stato. Durante la guerra di Crimea, il 13 marzo 1855 fu nominato capo della milizia della provincia di Smolensk ma non entrò in azione sul campo.
Morì il 27 giugno 1858.